# Fusobacterium necrophorum
Fusobacterium necrophorum là một loài vi khuẩn gây ra hội chứng Lemierre.

## Sinh học
F. necrophorum là một loài vi khuẩn gram âm hình que. Nó là một loài yếm khí bắt buộc, ký sinh trong ống tiêu hóa của người và động vật.

## Tác nhân gây bệnh
F. necrophorum gây 10% bệnh viêm họng cấp tính, 21% viêm họng tái phát  và 23% áp xe phúc mạc . Các biến chứng khác từ F. necrophorum bao gồm viêm màng não, tạo huyết khối tĩnh mạch cảnh trong, huyết khối tĩnh mạch não, và nhiễm trùng niệu sinh dục và ống tiêu hóa.
Một nghiên cứu năm 2015 về những học sinh trưởng thành trẻ tuổi đến khám tại một phòng khám ở Alabama. F. necrophorum tìm trong bệnh nhân viêm họng chiếm 21% trường hợp (9% số học sinh không có triệu chứng). Trong cùng một nghiên cứu, Streptococcus nhóm A đã được tìm thấy ở 10% bệnh nhân viêm họng (1% sinh viên không có triệu chứng).

### Điều trị
Nhiễm F. necrophorum điều trị bằng penicillin hoặc metronidazole, nhưng điều trị bằng penicillin cho viêm họng có tỷ lệ tái phát cao hơn, nhưng đến giờ chưa biết nguyên nhân. 

### Nhiễm trùng ở động vật
Vi khuẩn này đã được tìm thấy có liên quan đến bệnh tưa miệng ở ngựa. Bệnh tưa miệng là một bệnh nhiễm trùng phổ biến xảy ra trên móng ngựa, đặc biệt là ở vùng vó ngựa. F. necrophorum phát tán trong điều kiện ẩm ướt, lầy lội hoặc mất vệ sinh. Những con ngựa bị xước da, gót chân hẹp, gót co rút có nhiều nguy cơ phát triển bệnh tưa miệng.
F. necrophorum là nguyên nhân gây viêm thanh quản hoại tử ("bạch hầu ở bê")  và áp xe gan  ở gia súc.
Xem thêm: Blain